# سن خوآن دو لا کوستا
سن خوآن دو لا کوستا (به اسپانیایی: San Juan de la Costa) یک شهرستان در شیلی است که در استان اوسورنو واقع شده‌است. سن خوآن دو لا کوستا ۱٬۵۱۷ کیلومترمربع مساحت و ۸٬۸۳۱ نفر جمعیت دارد.